# Parroy
Cet article possède un paronyme, voir Paroi.
Parroy est une commune française située dans le département de Meurthe-et-Moselle, en région Grand Est.

## Géographie
- 1Carte dynamique
- 2Carte OpenStreetMap
- 3Carte topographique
- 4Carte avec les communes environnantes

Le territoire de la commune est limitrophe de 6 communes. Une septième commune, Emberménil y touche au sud-est.  
| Bures     | Réchicourt-la-Petite  | Coincourt |
| Hénaménil | Parroy                | Mouacourt |
|           | Laneuveville-aux-Bois |           |

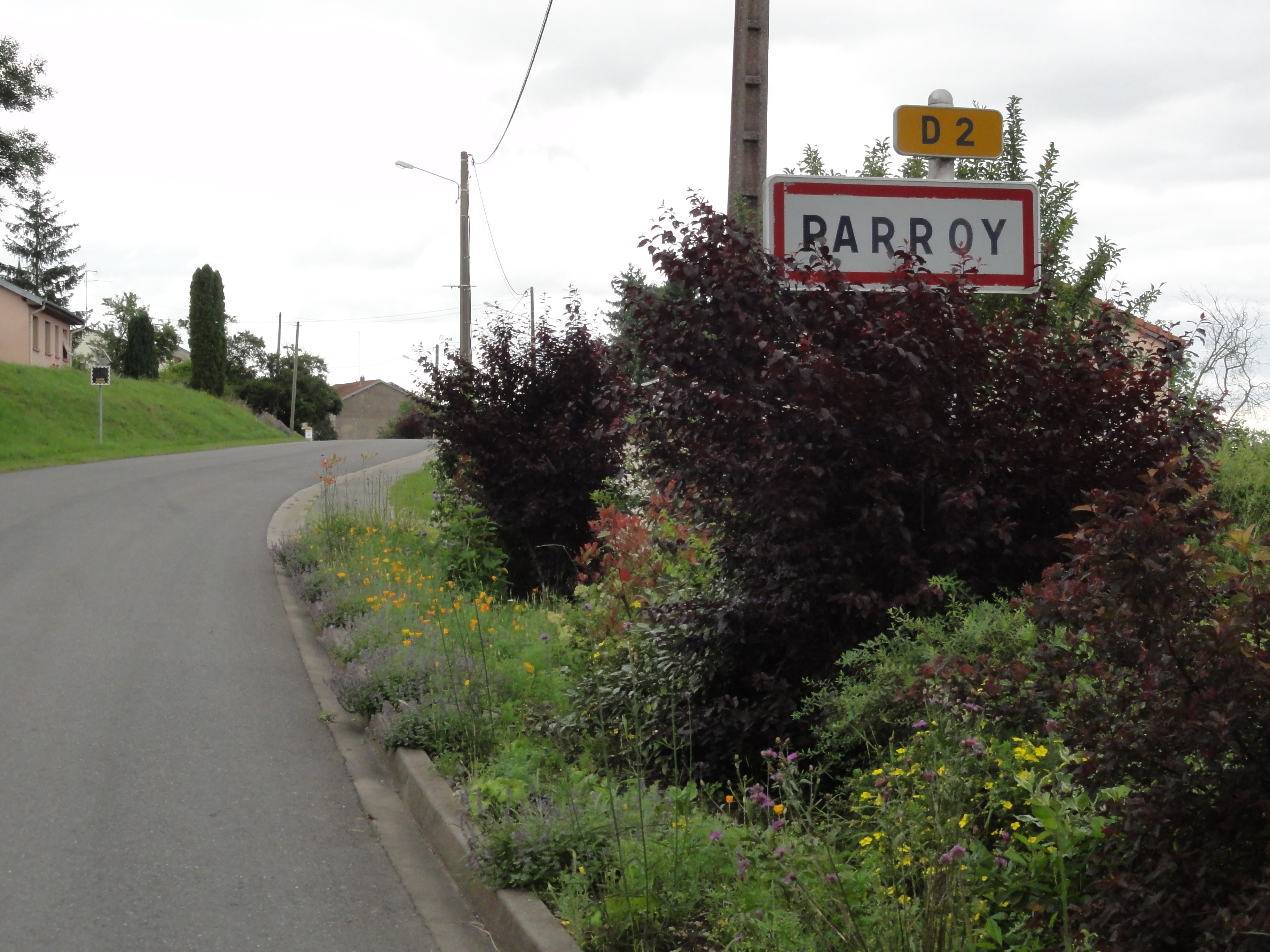
Entrée de Parroy.
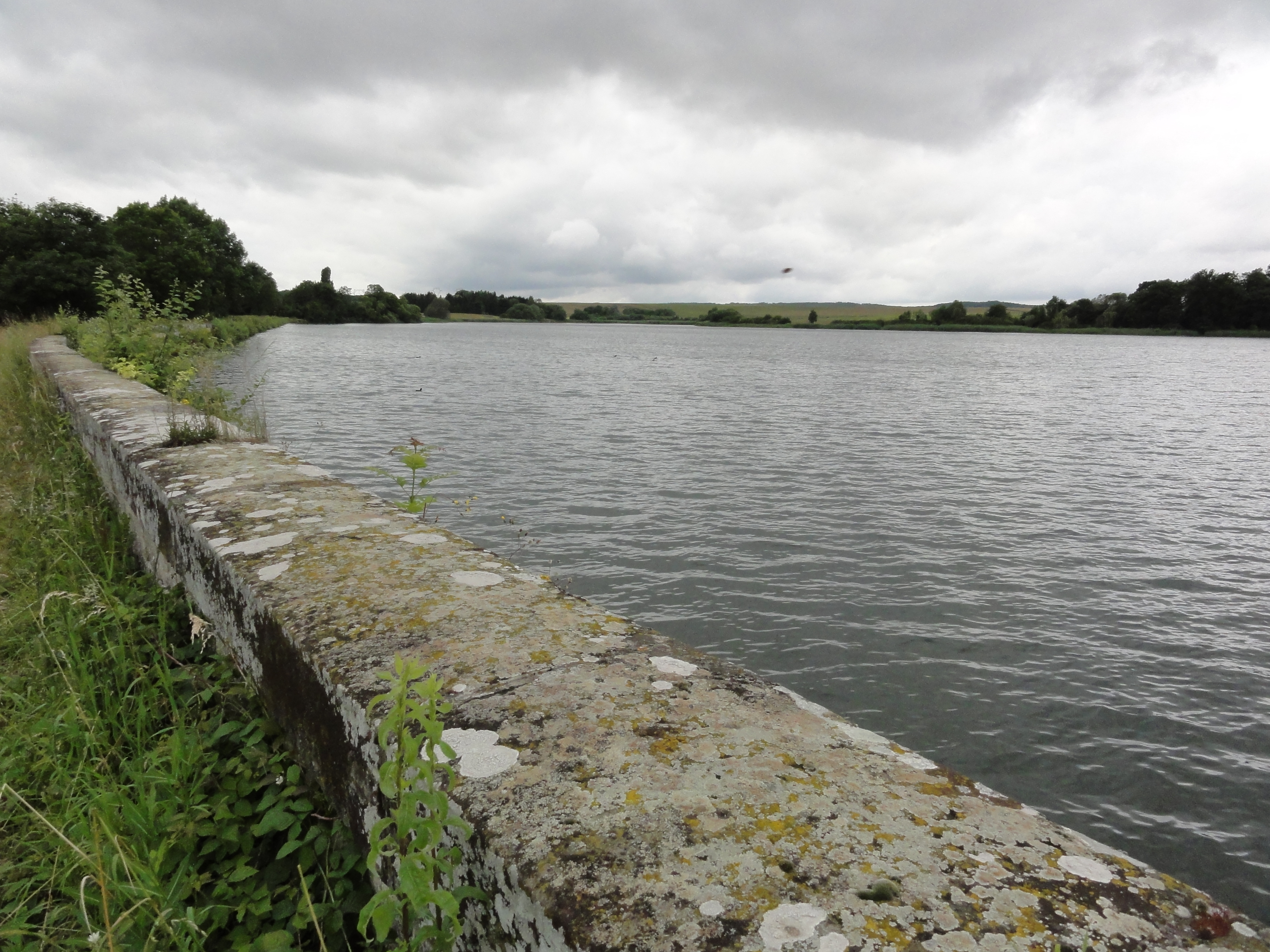
Étang de Parroy.
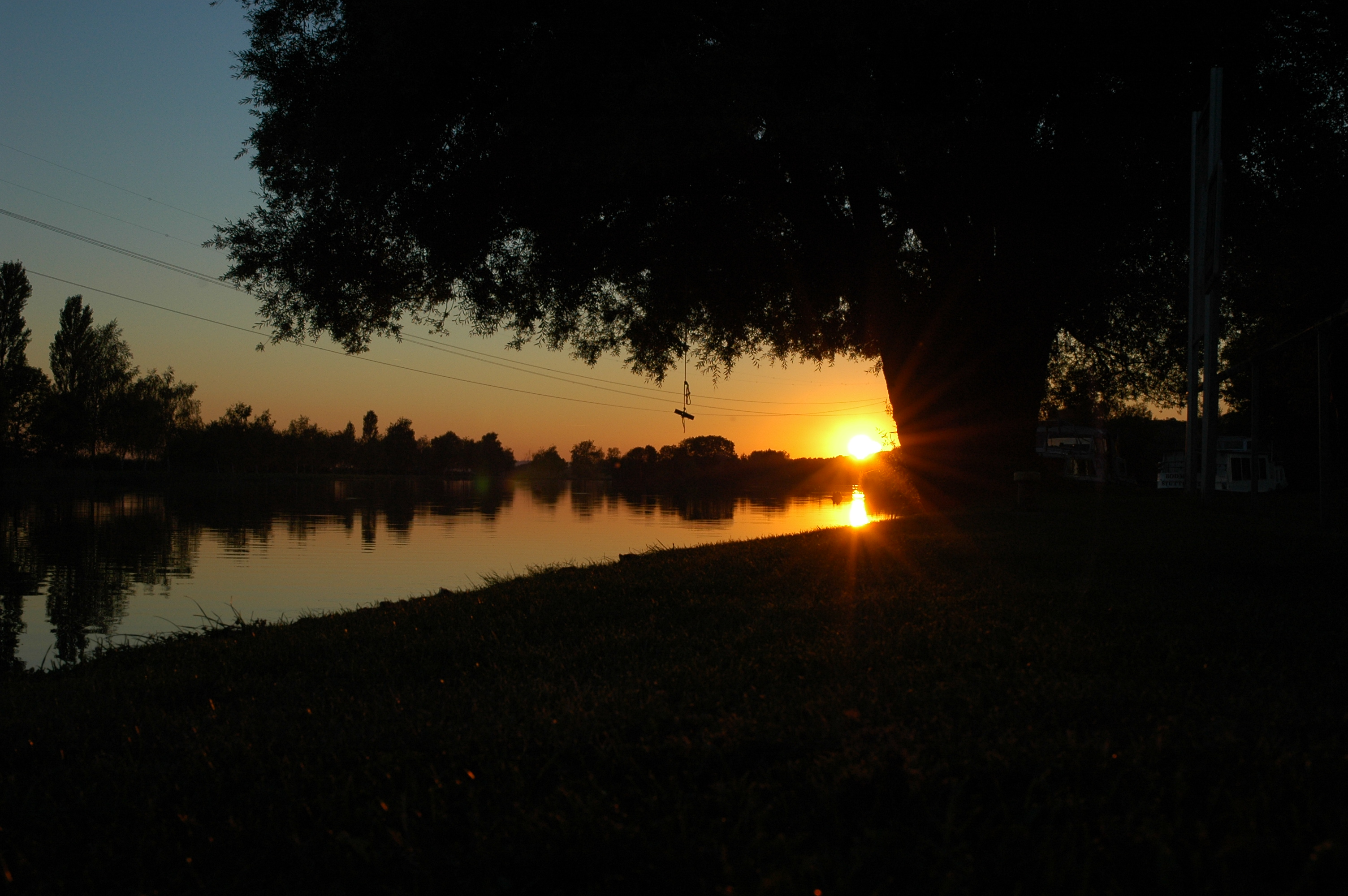
Le canal de la Marne au Rhin à Parroy.

### Hydrographie
La commune est dans le bassin versant du Rhin au sein du bassin Rhin-Meuse. Elle est drainée par la Fosse de Voirinpre, le canal de la Marne au Rhin, le ruisseau de la Goutte des Ailles, le ruisseau de la Grande Goutte, le ruisseau de Richarmenil et le Sanon,.
Le canal de la Marne au Rhin, long de 293 km et comportant 178 écluses à l'origine, relie la Marne (à Vitry-le-François) au Rhin (à Strasbourg). Par le canal latéral de la Marne, il est connecté au réseau navigable de la Seine vers l'Île-de-France et la Normandie. 

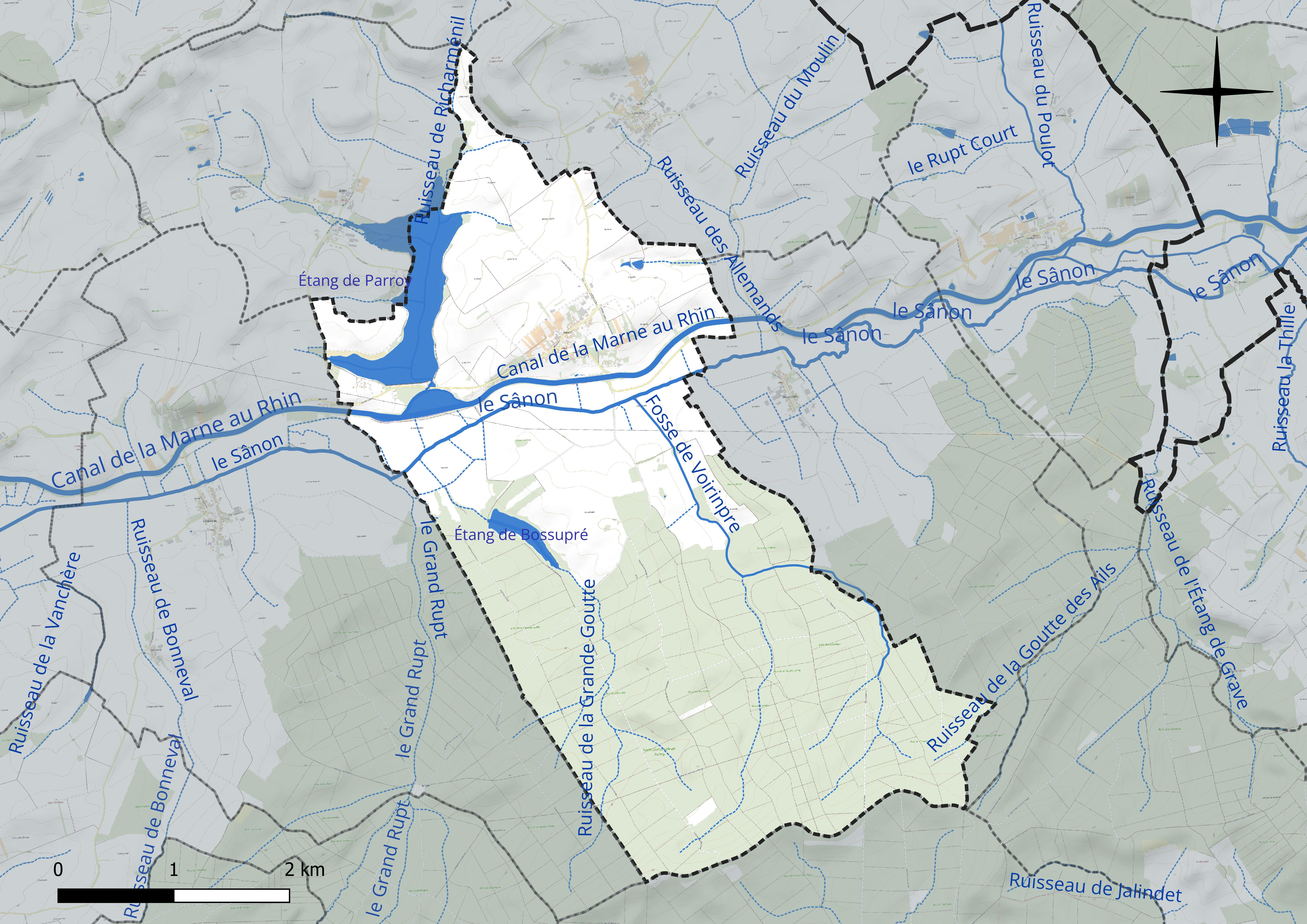
Réseau hydrographique de Parroy.

Deux plans d'eau complètent le réseau hydrographique : l'étang de Bossupré (8,7 ha) et l'étang de Parroy, d'une superficie totale de 72,1 ha (56,6 ha sur la commune),.

### Climat
Pour des articles plus généraux, voir Climat du Grand Est et Climat de Meurthe-et-Moselle.
En 2010, le climat de la commune est de type climat des marges montargnardes, selon une étude du Centre national de la recherche scientifique s'appuyant sur une série de données couvrant la période 1971-2000. En 2020, Météo-France publie une typologie des climats de la France métropolitaine dans laquelle la commune est exposée à un climat semi-continental et est dans la région climatique  Lorraine, plateau de Langres, Morvan, caractérisée par un hiver rude (1,5 °C), des vents modérés et des brouillards fréquents en automne et hiver. 
Pour la période 1971-2000, la température annuelle moyenne est de 9,8 °C, avec une amplitude thermique annuelle de 16,8 °C. Le cumul annuel moyen de précipitations est de 813 mm, avec 12 jours de précipitations en janvier et 9,4 jours en juillet. Pour la période 1991-2020, la température moyenne annuelle observée sur la station météorologique de Météo-France la plus proche, « St Maurice », sur la commune de Saint-Maurice-aux-Forges à 26 km à vol d'oiseau, est de 10,5 °C et le cumul annuel moyen de précipitations est de 837,4 mm. 
La température maximale relevée sur cette station est de 39,2 °C, atteinte le 25 juillet 2019 ; la température minimale est de −19,9 °C, atteinte le 1er mars 2005,,. 
Les paramètres climatiques de la commune ont été estimés pour le milieu du siècle (2041-2070) selon différents scénarios d'émission de gaz à effet de serre à partir des nouvelles projections climatiques de référence DRIAS-2020. Ils sont consultables sur un site dédié publié par Météo-France en novembre 2022.

## Urbanisme

### Typologie
Au 1er janvier 2024, Parroy est catégorisée commune rurale à habitat dispersé, selon la nouvelle grille communale de densité à sept niveaux définie par l'Insee en 2022.
Elle est située hors unité urbaine. Par ailleurs la commune fait partie de l'aire d'attraction de Nancy, dont elle est une commune de la couronne,. Cette aire, qui regroupe 353 communes, est catégorisée dans les aires de 200 000 à moins de 700 000 habitants,.

### Occupation des sols
L'occupation des sols de la commune, telle qu'elle ressort de la base de données européenne d’occupation biophysique des sols Corine Land Cover (CLC), est marquée par l'importance des forêts et milieux semi-naturels (53,3 % en 2018), une proportion identique à celle de 1990 (53,3 %). La répartition détaillée en 2018 est la suivante : 
forêts (51,4 %), terres arables (38,9 %), eaux continentales (4,3 %), milieux à végétation arbustive et/ou herbacée (1,9 %), zones urbanisées (1,7 %), prairies (1,4 %), zones humides intérieures (0,4 %). L'évolution de l’occupation des sols de la commune et de ses infrastructures peut être observée sur les différentes représentations cartographiques du territoire : la carte de Cassini (XVIIIe siècle), la carte d'état-major (1820-1866) et les cartes ou photos aériennes de l'IGN pour la période actuelle (1950 à aujourd'hui).

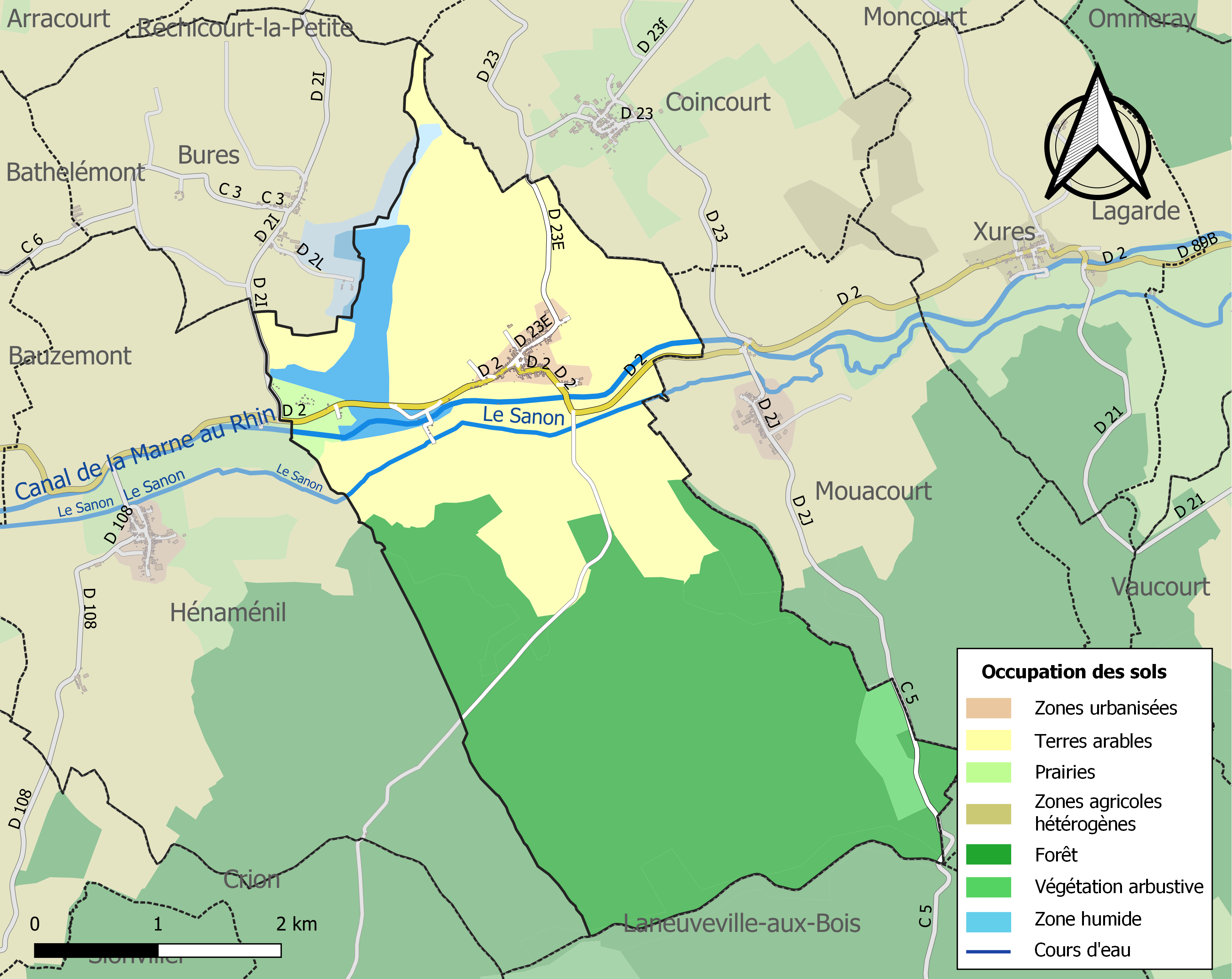
Carte des infrastructures et de l'occupation des sols de la commune en 2018 (CLC).

## Toponymie
Le nom de la localité est attesté sous les formes Simon de Parroya (1130) ; Parreya (vers 1130) ; Perreya (1127-1168) ; Parreia (1182) ; Petrus de Parroie (1238) ; Parroies (1291) ; Perroie (1290) ; Lou chastel de Parroyes (1343) ; Parradium (XIVe siècle) ; Ferricus de Parroys (1378) ; Paroyes (1392) ; Perroyes (1438) ; Perroye (1525) ; Parroye (1600).
Parroy : latin paries, parietis, du vieux français perei , de l'oïl pareit, du français paroi, désigne  une muraille servant de clôture ou une paroi de rocher, un sommet.

## Histoire
- Présences gallo-romaine et mérovingienne.
- Autrefois Paroye, le village était le centre d'une puissante seigneurie appartenant à une famille éponyme. Les seigneurs de Paroye descendaient d'une maison fort ancienne d'origine lorraine. Aujourd'hui éteinte, elle était issue des comtes de Metz, de Lunéville et de Habsbourg. Les seigneurs s'allièrent par mariage à de puissantes familles nobles, dont celle ducale de Lorraine. Parmi ces membres, remarquons Simon Ier de Paroye qui se croisa et suivi Godefroi de Bouillon en Terre Sainte. Simon II de Paroye ratifia une donation que fit le duc Matthieu Ier de Lorraine à l'abbaye de Tart. Simon II se croisa en 1202 à la suite du roi Louis VII, dit le Jeune, de France. Agnès de Paroye eut l'honneur d'épouser Philippe de Lorraine, seigneur de Géberviller, frère du duc Ferry II de Lorraine. Ferry de Paroye fit partie du conseil de régence du duché en 1570. Son fils, André, fut à l'origine d'une guerre entre les Messins et les Lorrains. Alix de Paroye était abbesse de la puissante abbaye de Remiremont en 1463[19].
- Le château de Parroy est mentionné en 1234, attesté au début du XVIIe siècle. La seigneurie appartint à la famille de Ficquelmont. Partagé en haut château et bas château, dit la cour. Le haut château fut détruit au  début du XVIIe au cours de la guerre de Trente Ans. Au début du XVIIIe, la famille de Ficquelmont fait rebâtir à son emplacement un château qui sera vendu comme bien national en 1795 et finalement détruit au cours des combats d'août 1914, lesquels détruisirent presque entièrement le village.
- Village dévasté en 1914. Des cartes postales du début du XXe siècle attestent l'existence à cette époque de puits à balancier installés dans des usoirs longeant la rue principale du village. Ils n'ont pas survécu aux destructions de la Première Guerre mondiale.
- Parroy est une commune de l'ancien canton de Lunéville-Sud et depuis 2015 une commune du canton de Baccarat. Elle absorba Coincourt, Mouacourt et Xures entre le 1er janvier 1973 et le 1er janvier 1987.

## Politique et administration
| Période                                  | Période                   | Identité                                      | Étiquette | Qualité                       |
| ---------------------------------------- | ------------------------- | --------------------------------------------- | --------- | ----------------------------- |
| Les données manquantes sont à compléter. |                           |                                               |           |                               |
| mars 2001                                | mars 2008                 | René Romac                                    |           |                               |
| mars 2008                                | En cours (au 23 mai 2020) | Roland Wagner, Réélu pour le mandat 2020-2026 |           | Cadre de la fonction publique |

## Démographie
L'évolution du nombre d'habitants est connue à travers les recensements de la population effectués dans la commune depuis 1793. Pour les communes de moins de 10 000 habitants, une enquête de recensement portant sur toute la population est réalisée tous les cinq ans, les populations de référence des années intermédiaires étant quant à elles estimées par interpolation ou extrapolation. Pour la commune, le premier recensement exhaustif entrant dans le cadre du nouveau dispositif a été réalisé en 2007.

En 2022, la commune comptait 179 habitants, en évolution de +9,15 % par rapport à 2016 (Meurthe-et-Moselle : −0,13 %, France hors Mayotte : +2,11 %).
| 1793 | 1800 | 1806 | 1821 | 1831 | 1836 | 1841 | 1846 | 1851 |
| ---- | ---- | ---- | ---- | ---- | ---- | ---- | ---- | ---- |
| 509  | 594  | 609  | 749  | 742  | 725  | 765  | 775  | 751  |

| 1856 | 1861 | 1872 | 1876 | 1881 | 1886 | 1891 | 1896 | 1901 |
| ---- | ---- | ---- | ---- | ---- | ---- | ---- | ---- | ---- |
| 705  | 720  | 630  | 664  | 600  | 596  | 550  | 532  | 479  |

| 1906 | 1911 | 1921 | 1926 | 1931 | 1936 | 1946 | 1954 | 1962 |
| ---- | ---- | ---- | ---- | ---- | ---- | ---- | ---- | ---- |
| 456  | 409  | 220  | 186  | 195  | 203  | 185  | 188  | 204  |

| 1968 | 1975 | 1982 | 1990 | 1999 | 2006 | 2007 | 2012 | 2017 |
| ---- | ---- | ---- | ---- | ---- | ---- | ---- | ---- | ---- |
| 232  | 602  | 517  | 190  | 198  | 170  | 167  | 163  | 166  |

| 2022 | - | - | - | - | - | - | - | - |
| ---- | - | - | - | - | - | - | - | - |
| 179  | - | - | - | - | - | - | - | - |

## Culture locale et patrimoine

### Lieux et monuments
- Église Saint-Pierre, reconstruite après 1918.
- Monument aux morts.
- Mémorial bataillon mitrailleurs.
- Statue Notre-Dame des Pauvres
- Ruines du château de Parroy.
- Étang de Parroy.
- Canal de la Marne-au-Rhin : écluses, port et gare d'eau.
- Voie verte du canal de la Marne au Rhin.

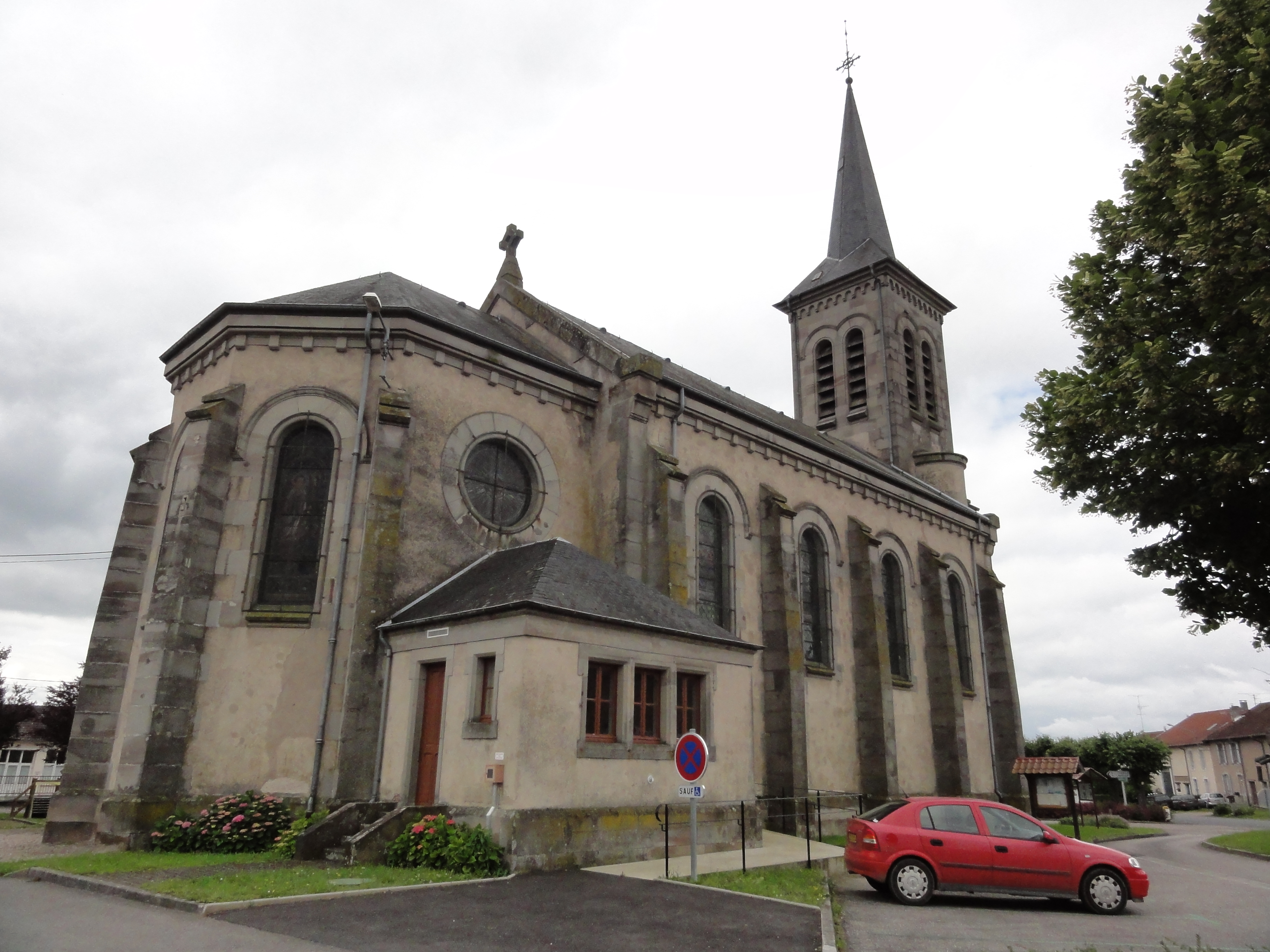
Église Saint-Pierre.
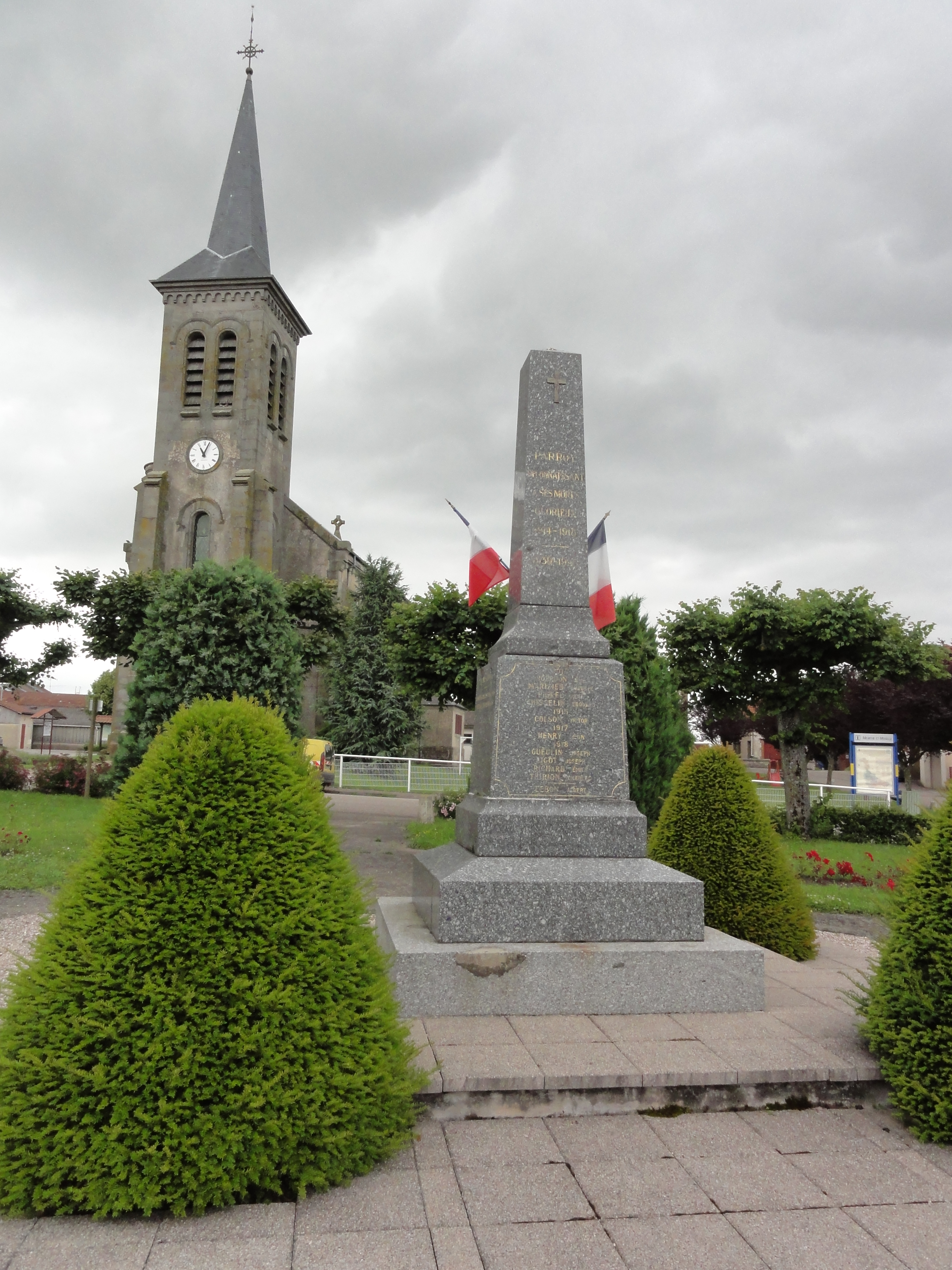
Monument aux morts.
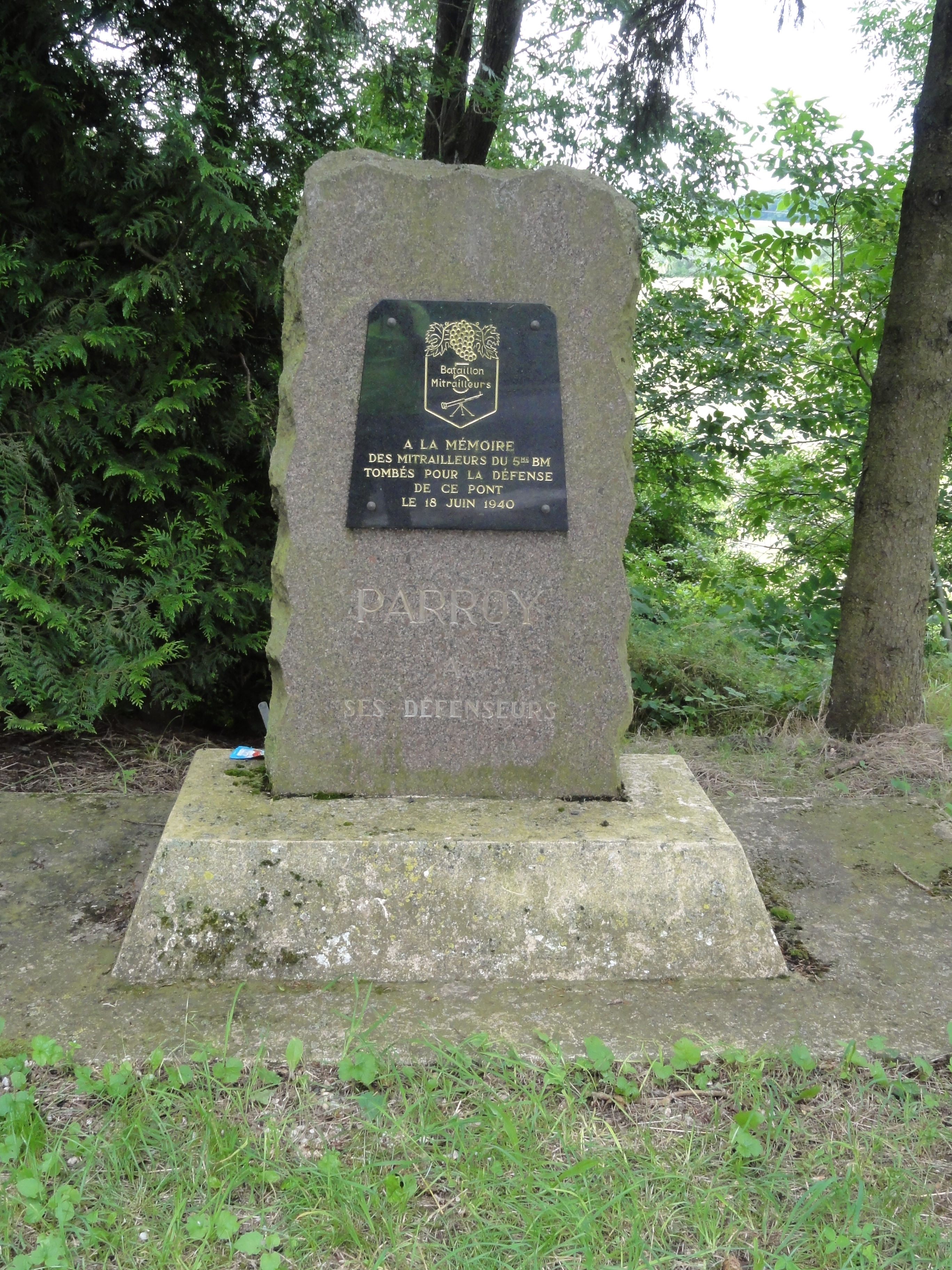
Mémorial bataillon mitrailleurs.
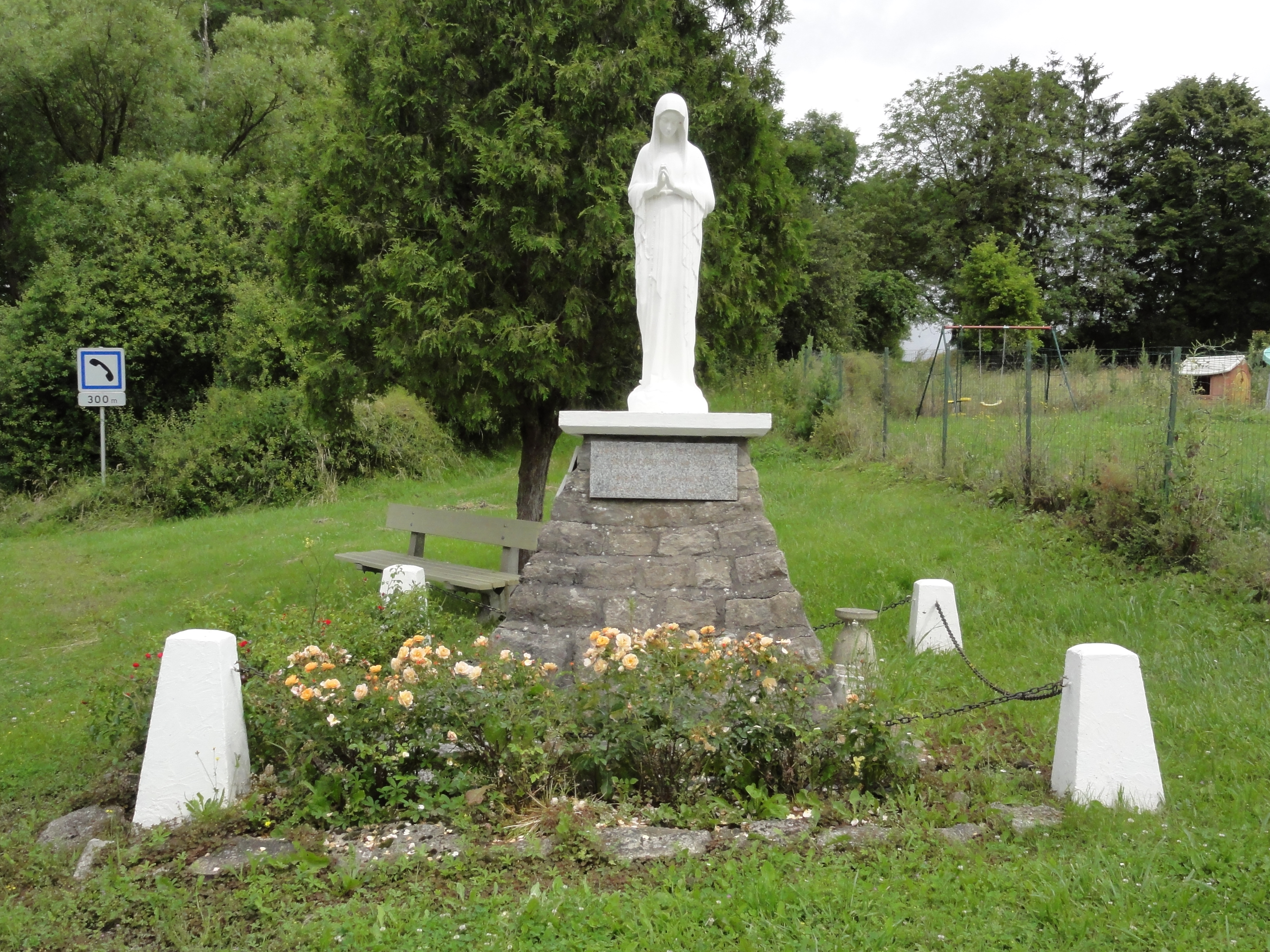
Statue Notre-Dame des Pauvres
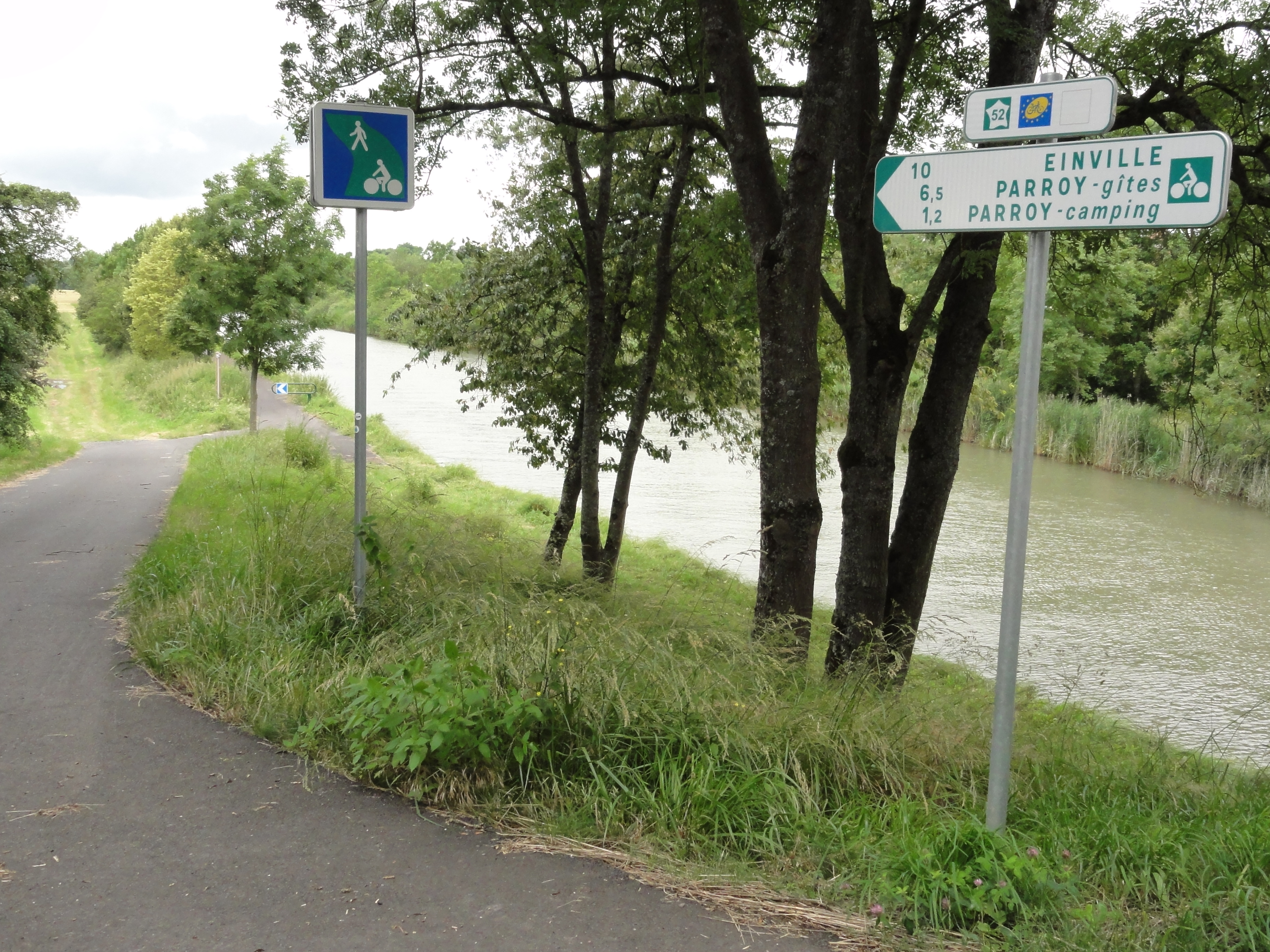
Voie verte du canal de la Marne au Rhin.
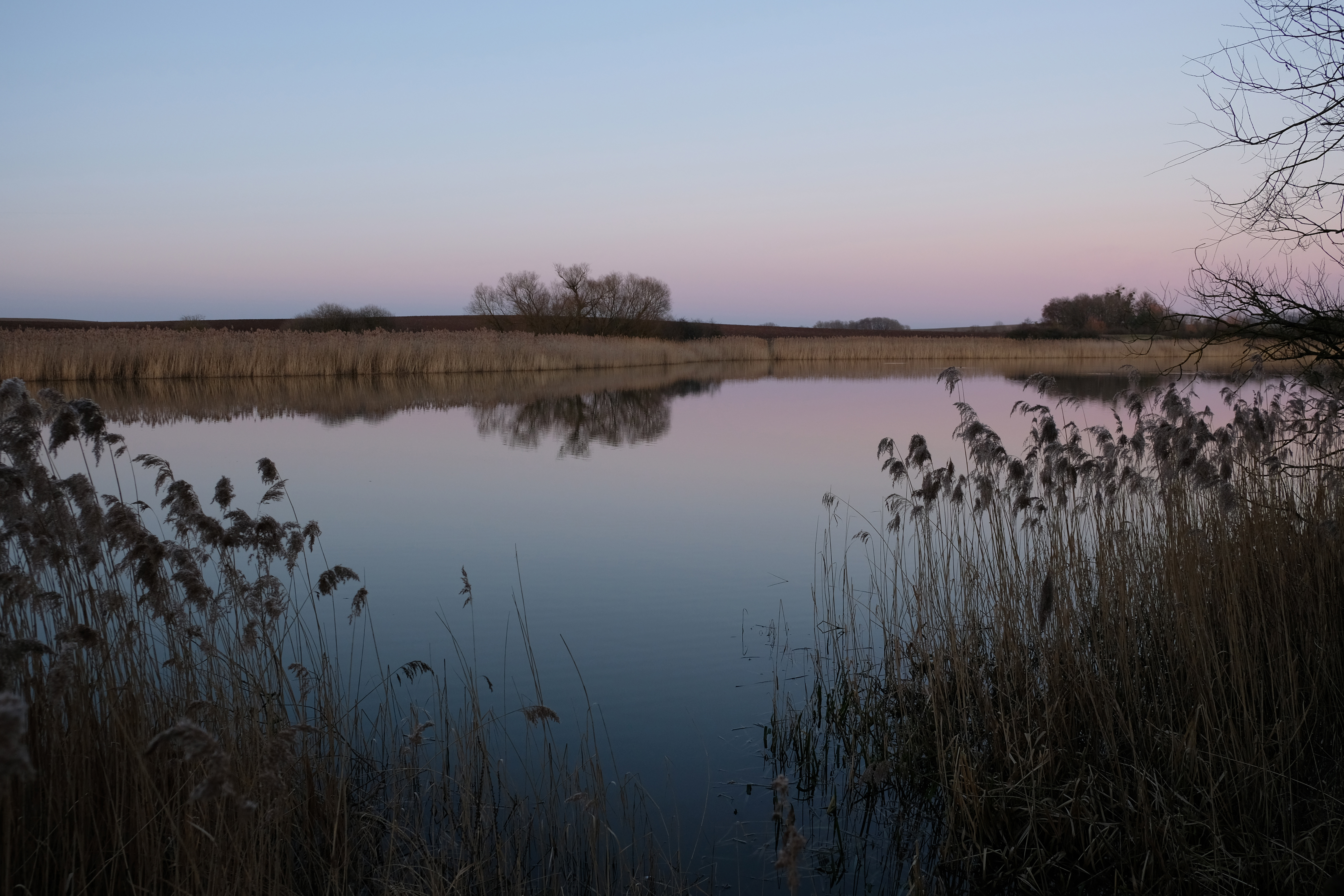
Étang vu depuis la route de Bures

### Héraldique
| Blason de Parroy | Blason  | De gueules aux trois lionceaux d'or à la bordure engrêlée cousue d'azur. |
| Blason de Parroy | Détails | Le statut officiel du blason reste à déterminer.                         |